# Quintet (film, 1979)
Pour les articles homonymes, voir Quintet (homonymie).
Pour plus de détails, voir Fiche technique et Distribution.
Quintet est un film de science-fiction post-apocalyptique américain réalisé par Robert Altman, sorti en 1979. Les acteurs principaux sont Paul Newman, Brigitte Fossey, Bibi Andersson, Fernando Rey et Vittorio Gassman. La musique a été enregistrée par l'Orchestre philharmonique de New York.

## Synopsis
Alors que le monde est ravagé par une terrible glaciation, le chasseur Essex voit sa femme, enceinte, assassinée à cause du jeu mystérieux du quintet. Il va participer à ce jeu meurtrier pour essayer de punir les assassins...

## Fiche technique
- Titre : Quintet
- Réalisation : Robert Altman
- Scénario : Robert Altman, Lionel Chetwynd, Patricia Resnick et Frank Barhydt
- Production : Robert Altman, Tommy Thompson
- Musique : Tom Pierson
- Photographie : Jean Boffety
- Montage : Dennis M. Hill
- Pays de production : États-Unis
- Format : Couleurs - 1,85:1 - Stéréo
- Genre : Science-fiction
- Durée : 118 minutes
- Date de sortie : 1979

## Distribution
- Paul Newman (VF : Marc Cassot) : Essex
- Vittorio Gassman (VF : Georges Aminel) : Saint Christopher
- Fernando Rey (VF : Philippe Dumat) : Grigor
- Bibi Andersson (VF : Arlette Thomas) : Ambrosia
- Brigitte Fossey (VF : Elle-même) : Vivia, la femme d'Essex
- Craig Richard Nelson : Redstone
- Monique Mercure : le copain de Redstone
- Françoise Berd : Femme de maison de charité
- Nina van Pallandt (en) (VF : Nadine Alari) : Deuca
- David Langton (VF : Claude Joseph) : Goldstar
- Thomas Hill (VF : Jean-Louis Maury) : Francha
- Maruska Stankova (VF : Nicole Favart) : Jaspera
- Anne Gerety : Aeon
- Michel Maillot : Obelus
- Max Fleck (VF : Henry Djanik) : Fournisseur de bois

## Production
Quintet a été filmé sur le site de l'exposition universelle de 1967 à Montréal.